# 凱魯 (耶爾瓦縣)

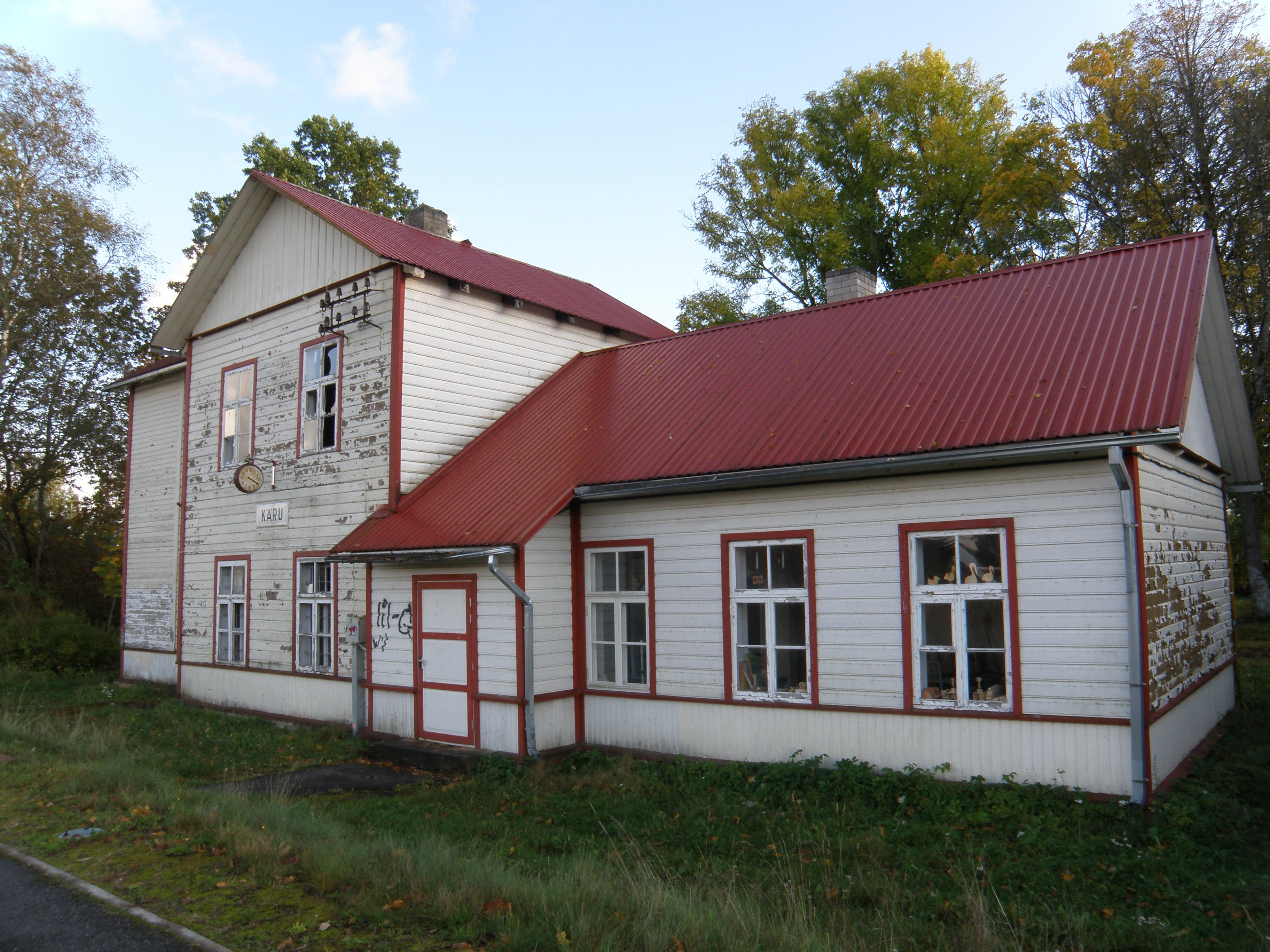
凯鲁火车站

凱魯，是愛沙尼亞耶爾瓦縣蒂里市镇内的小鎮，位於該國西部，處於首都塔林以南70公里，海拔高度59米，2011年該小鎮人口397。
2017年爱沙尼亚行政改革前，凯鲁是拉普拉縣凯鲁市镇的行政中心。改革后，整个凯鲁市镇并入耶尔瓦县的蒂里市镇。